# Louis Sako
Jeho Blaženost Louis Raphaël I. Sako (* 4. července 1948, Zakho, guvernorát Dahúk, Irák) je biskup katolické církve chaldejského obřadu, který byl na začátku roku 2013 zvolen patriarchou babylónským.

## Život
Po kněžském svěcení v roce 1974 studoval od roku 1979 v Římě, kde získal doktorát z východní patrologie na Papežském východním institutu (Orientale), posléze doktorát z historie na pařížské Sorbonně.
Pak působil jako farář v Mosulu, rektor semináře v Bagdádu a v roce 2003 se stal arcibiskupem diecéze Kirkúk.

### Patriarcha
Dne 28. ledna 2013 jej synod biskupů chaldejské církve, který se sešel v Římě pod předsednictvím kardinála Leonarda Sandriho, zvolil za patriarchu chaldejské církve. 1. února téhož roku mu papež Benedikt XVI. udělil církevní communio.
Dne 6. března 2013 se ujal v Bagdádu svého úřadu..

### Kardinál
Dne 20. května 2018 papež František oznámil, že jej na konzistoři 29. června 2018 jmenuje kardinálem. Je kardinálem ve třídě (ordo) kardinál-biskup.